# Wołodymyr Zubrycki
Wołodymyr Zubrycki (ur. 1888, data śmierci nieznana) – ukraiński działacz społeczny, nauczyciel gimnazjalny, poseł na Sejm II kadencji. Działacz Ukraińskiego Komitetu Krajowego (1941–1942), kierownik wydziału kultury. 
W 1928 uzyskał mandat posła na Sejm II Rzeczypospolitej II kadencji w okręgu wyborczym nr 48. Zasiadł w Ukraińsko-Białoruskim Klubie Sejmowym.
W 1944 aresztowany przez NKWD, skazany na karę łagru.